# Équipe d'Algérie olympique de football
Maillots
Actualités
L'Équipe d'Algérie olympique de football représente l'Algérie dans les compétitions de football olympiques comme les Jeux olympiques d'été. Elle compte deux participations aux Jeux olympiques en 1980 et 2016.
La sélection est composée de joueurs de moins de vingt-trois ans ainsi que maximum trois joueurs plus âgés.

## Histoire

### Prémices au jeux africains: 1965 - 1978
Les débuts de l’équipe d'Algérie olympique se font juste deux ans après l'indépendance du pays en 1962. L’Algérie participe aux qualifications des jeux africains de 1965. Avec le retrait du Maroc et de la Libye, le tournoi est disputé en double confrontation entre l'Algérie et la Tunisie, entraînée par Abderrahmane Ibrir, le match aller se joue au Stade du 20-Août-1955 (anciennement Stade d'El Annasser), le 27 décembre 1964, l’Algérie s'impose sur le score de 1-0, avec un but de Madani Bentahar à la 89e minute. Il s'agit de la première victoire en compétition officielle de l'histoire de l'Algérie. Au retour, l’Algérie fait match nul contre la Tunisie 0-0 et se qualifie pour le tournoi final.
Les jeux africains de 1965 se déroulent en République du Congo, pour le premier match de son histoire en compétition continentale, l’Algérie défie la Côte d'Ivoire. Les Verts ratent leur entrée dans ce tournoi en s’inclinant 1-0, avec un but en fin de match. Pour son deuxième match, l’Algérie s'impose cette fois-ci, sur un score fleuve de 4-1 face à la RD Congo, (anciennement Congo Léopoldville), dans ce match à sens unique, Noureddine Hachouf s'offre même un triplé (60e, 65e et 80e minutes). Les Verts se qualifient en demi-finales en battant lors de cette dernière journée de groupe Madagascar, victoire 1-0, avec un but du célèbre joueur Hacène Lalmas à la 55e minute. En demi-finales, l’Algérie perd contre le Mali, sur le score de 2-1, le but de la victoire côté malien a été marqué à la 136e minute car le match a nécessité 2 prolongations de respectivement 20 et 30 minutes. Concernant le match pour la troisième place, les Verts abdiquent encore contre la Cote d'Ivoire, sur le score de 2-0.
Pour la deuxième édition des jeux africains de 1973, qui se déroulent au Nigeria, l’Algérie est exempte des phases de qualifications, étant donné que les autres pays d'Afrique du Nord n'ont pas participé aux éliminatoires. L’Algérie joue son premier match contre la Tanzanie, victoire 4-2, lors du match, Mustapha Dahleb et Rachid Dali marquent chacun un doublé. L'Algérie réalise un match nul contre le pays organisateur, le Nigeria, 2-2 malgré, là encore, un doublé de Rachid Dali. Pour le dernier match, les Verts chutent face au Ghana, sur le score de 2-0. L’Algérie termine au classement général à la cinquième position.
L’Algérie est désignée pays hôte pour les jeux africains de 1978. En conséquence, l’Algérie Olympique est d'office qualifiée pour le tournoi final, pour une troisième fois de suite. Les Verts commencent le premier match du groupe le 13 juillet 1978, contre l'Égypte, les Égyptiens ouvrent le score en premier par l’intermédiaire de Mahmoud Al-Khatib, à la 11e minute, six minutes plus tard sur un penalty, Salah Assad égalise, le match se termine sur le score nul de 1-1. Lors du deuxième match, l’Algérie se ressaisit en battant une autre équipe d'Afrique du Nord, la Libye, sur le score de 2-1. Pour le dernier match, les Verts gagnent, 3-0, contre le Malawi et terminent premiers du groupe. Entre-temps, la compétition est marquée par le retrait avant la fin des Jeux de la délégation égyptienne sur décision du Premier ministre égyptien Mamdouh Salem après des incidents lors du match de football Libye-Égypte du 22 juillet, dans un contexte de tensions politiques entre ces pays concernant la politique au Proche-Orient,. Les footballeurs libyens sont quant à eux disqualifiés.
En demi-finales, les Verts jouent contre le Ghana, champion africain en titre. L’Algérie ouvre le score en deuxième mi-temps, via Abdelkader Ighili à la 57e minute, Sid Ahmed Belkedrouci ajoute un deuxième but cinq minutes plus tard. À la fin du match, l’Algérie s'impose 2-0 en créant la sensation : pour la première fois de son histoire, l’Algérie joue la finale des Jeux africains.
En finale, le pays hôte rencontre un autre ogre africain de l’époque, le Nigeria, le 28 juillet 1978. L'unique but de cette finale sera inscrit par Ali Bencheikh à la 33e minute. L’Algérie Olympique remporte son premier trophée continental de l'histoire. Auparavant, l’Algérie avait remporté la médaille d'or au Jeux méditerranéens de 1975, tournoi qui a eu lieu là aussi en Algérie.

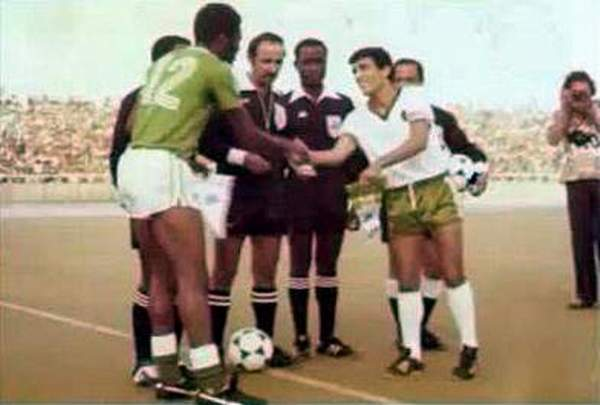
Algérie-Nigeria aux Jeux Africains 1978

### Première participation aux Jeux olympiques 1980
Le 6 avril 1979, l’Algérie Olympique commence le Tournoi pré-olympique de la CAF 1979-1980, face au Mali au Stade du 5-Juillet-1962. Dès la 1er minute, Lakhdar Belloumi marque un but, le match se termine avec le score de 1-0. Au retour à Bamako, l’Algérie arrive à arracher le match nul avec un 0-0. Pour le deuxième tour des éliminatoires des Jeux olympiques, le 9 décembre 1979, l’Algérie affronte le Maroc, au match aller au Stade d'Honneur de Casablanca, devant 50 000 spectateurs, les Verts créent la sensation en gagnant sur le score lourd de 1-5, avec triplé de Tedj Bensaoula dans le match, il s'agit de l'une des plus grosses défaites du Maroc à domicile. Au match retour à Alger, l’Algérie gagne là aussi sur un score lourd de 3-0. Concernant le troisième tour des éliminatoires, L'Algérie olympique se qualifie à la suite du forfait de la Libye. Pour la première fois de son histoire, l’Algérie Olympique de football va jouer les Jeux olympiques d'été.
Pour ces Jeux olympiques d'été de 1980 à Moscou en URSS, l’Algérie tombe dans le groupe C, en compagnie de l'Allemagne de l'Est (RDA) champion Olympique en titre, l'Espagne et de la Syrie. Pour son premier match de l'histoire des Jeux olympiques, l’Algérie gagne sur le score sans appel de 3-0 contre la Syrie, Lakhdar Belloumi inscrit le premier but de l'histoire de l’Algérie aux J.O. à la 36e minute. Au deuxième match, l’Algérie s'incline contre l'Allemagne de l'Est, 1-0, avec un but de Frank Terletzki à la 61e minute. Dans le dernier match du groupe, l’Algérie arrive à arracher le match nul contre l'Espagne 1-1, avec l’égalisation de Lakhdar Belloumi à la 63e minute, l’Algérie accède en quarts de finale, contre la Yougoslavie, victoire 3-0 de la Yougoslavie, l’aventure algérienne s’arrête en quarts de finale.

### Après 17 ans d’absence, retour aux jeux africains: 1995 - 2007
Après avoir raté deux éditions des Jeux africains, respectivement celle de 1987 où l'Algérie se retire pour protester contre la décision de la Confédération africaine de football (CAF) de faire rejouer le match aller en raison de deux joueurs non éligibles côté algérien. La Tunisie se qualifie pour le tournoi final au Kenya. Et celle de 1991, où l’Algérie échoue au niveau des qualifications là aussi au profit de la Tunisie.
Il faut attendre 17 ans pour revoir l’Algérie participer de nouveau à la phase finale des Jeux africains, et cette fois-ci, c'est aux Jeux africains de 1995 à Harare au Zimbabwe. Dans un premier temps, l’Algérie arrive à éliminer la Tunisie des phases qualificatives en match aller et retour, victoire 1-0 à l'aller et match nul 0-0 au retour en Tunisie. L’Algérie perd son premier match de groupe contre le Nigeria par 2-0. Lors du deuxième match, les Verts s'imposent sur le score de 2-0 face aux Iles Maurice. Le dernier match contre la Guinée est synonyme d'élimination pour les guerriers du désert. Malgré un match pour la cinquième place, l’Algérie perd contre la Zambie, sur un match serré de 3-2.
Aux Jeux africains de 1999, l’Algérie se qualifie directement pour la phase finale, après que le Maroc, la Libye et la Tunisie se soient retirés des éliminatoires des jeux africains. Tout comme l’édition précédente, l’Algérie est éliminée dès le premier tour, où durant le premier match, les Verts perdent 2-0 contre le pays organisateur l'Afrique du Sud, gagnent au deuxième match 2-0 contre l'Ouganda et perdent au troisième match contre le Mali, 2-0. L’Algérie sauve l'honneur en gagnant le match pour la cinquième place contre la Côte d'Ivoire.
Les Jeux africains de 2003 se déroulent au Nigeria. L’Algérie rencontre pour les éliminatoires des jeux africains la Libye. Au match aller, Mohamed Messaoud égalise à la 62e minute et le match se termine sur le score de 1-1. Au retour, en Algérie, le match entre les deux pays se termine sur un score vierge de 0-0, par conséquent, via la règle du but extérieur, l’Algérie se qualifie pour une deuxième fois d'affilée et une sixième au total, aux Jeux africains. Le 5 octobre 2003, les Verts jouent leur premier match contre le Ghana, match fini sur le score de 0-0. Le deuxième match s'annonce explosif dans la mesure où l’Algérie affronte l'Égypte, dans l'un des derbys les plus importants du contient africain. L’Algérie gagne, 1-2. Lors du dernier match, l’Algérie perd contre le Cameroun. L’Algérie termine cinquième, tout comme en 1999.
Comme en 1978, l’Algérie devient le pays hôte des Jeux africains de 2007, in fine, l’Algérie Olympique est d'office qualifiée pour le tournoi final. L’Algérie joue son premier match de nouveau contre l'Égypte, là aussi, comme l’édition de 2003, les Verts gagnent sur le score de 2-1. Malgré l’ouverture du score égyptienne, Hadj Bouguèche égalise à la 66e minute, Sofiane Younes marque le deuxième but à dix minutes de la fin du match. Lors du match suivant du groupe, l’Algérie rate le coche face à la Guinée, les Algériens ouvrent le score via Aoudia à la 36e minute, les Guinéens cependant arrivent à marquer 2 buts avant la fin du match. Lors du dernier match du groupe, l’Algérie joue contre la Zambie. Alors que les Verts ont fait le plus dur en ouvrant le score avec là aussi une réalisation de Aoudia, les Zambiens arrachent la qualification en demi-finales, avec un but de Christopher Musonda, en toute fin de match. Avec ce match nul, l’Algérie termine troisième du groupe avec 4 points et n’accède pas en demi-finales. Pour la troisième fois d'affilée, l’Algérie termine cinquième du tournoi.

### Domination régionale: 2006 - 2011
L'Union nord-africaine de football (UNAF) décide de créer le Championnat d'Afrique du Nord des nations de football des moins de 23 ans. Dans cette optique-là, la première édition a lieu en Libye en 2006. L’Algérie termine vice-champion derrière la Libye. La deuxième édition de cette compétition régionale se déroule en Tunisie. Les Verts remportent le tournoi en battant la Tunisie aux tirs au but (6-5). La troisième édition au Maroc voit l’Algérie remporter une deuxième fois d'affilée le tournoi. Dans ce mini-championnat à quatre équipes, au premier match, l’Algérie inflige une défaite historique au Cameroun, sur le score très lourd de 6-1, avec un doublé de Oussama Mesfar, il s'agit aussi à ce jour de la plus large victoire de l’Algérie dans la catégorie Olympique. Lors du match suivant, l’Algérie gagne 0-2 contre le pays hôte, le Maroc. Trois sur trois pour l’Algérie, qui finit la compétition en beauté en gagnant 4-0 contre la Libye. Le dernier tournoi UNAF-U23 se déroule encore une fois au Maroc en 2011. L’Algérie termine deuxième derrière l'Arabie saoudite. L’Algérie devait initialement organiser l’édition de 2015, mais cette dernière n'a jamais vu le jour, après le retrait de l'Égypte, de la Libye et du Maroc.

### Finaliste CAN U23: 2015
La Confédération africaine de football (CAF) décide de créer en 2011 la Coupe d'Afrique des nations U-23. La compétition, qui se déroule tous les quatre ans, est qualificative pour les Jeux olympiques. Elle remplace ainsi les phases qualificatives anciennes en Afrique. La première édition a lieu au Maroc, l’Algérie participe à cette édition en tombant dans le groupe A, avec le Sénégal, le Maroc et le Nigeria. Mais les Verts sont éliminés dès le premier tour.
La CAN U23 2015 se joue au Sénégal. L’Algérie aborde dans un premier temps les phases de qualifications face au Sierra Leone. Au match aller en Algérie, les Verts gagnent 2-0, avec un doublé de Abdelhakim Amokrane, respectivement aux 8e et 21e minutes. Et au retour, un match nul 0-0. L’Algérie se qualifie pour une deuxième fois d'affilée à la CAN U23. Lors du premier match, les Verts affrontent la sélection égyptienne, le match se termine sur un nul 1-1. Malgré l'ouverture du score des Pharaons en premier avec Mahmoud Kahraba à la 54e minute, Oussama Chita égalise à la 68e minute. Lors du deuxième match, l'Algérie gagne contre le Mali sur le score de 2-0, avec un but de Zinedine Ferhat à la 72e minute et un but contre son camp du joueur malien Youssouf Traoré. Lors du dernier match du groupe, l’Algérie fait un match nul contre le Nigeria.
En demi-finales, les guerriers du désert rencontrent les Bafana Bafana, victoire 2-0 des Algériens, avec Oussama Darfalou qui marque le premier but dès la 8e minute et Mohammed Benkhemassa, au début de la deuxième mi-temps à la 50e minute. Avec cette victoire et cette qualification en finale, l’Algérie Olympique de football se qualifie officiellement après 36 ans d'absence aux Jeux olympiques.
En finale, les Verts rencontrent de nouveau les Super Eagles, mais cette fois-ci, l’Algérie entraînée par le Suisse Pierre-André Schürmann perd sur le score de 2-1. Le joueur du Nigeria Oghenekaro Etebo marque le premier but à la 13e minute sur penalty, l’Algérie égalise avec un contre son camp de Oduduwa Segun Tope pendant la 30e minute, Oghenekaro Etebo s'offre un doublé neuf minutes plus tard (39e), il devient par la même occasion le meilleur buteur de la compétition,. Malgré une pression algérienne, le score reste inchangé, victoire du Nigeria.

### Après 36 ans d’absence, retour aux Jeux olympiques: 2016
De retour sur la scène internationale, après 36 ans d’absence, le tirage au sort de la phase finale des Jeux olympiques de Rio de Janeiro a lieu le 14 avril 2016 au Maracanã,. L’Algérie tombe en compagnie du Portugal, de l'Argentine et du Honduras.
Le 4 août 2016, l'Algérie fait son entrée contre le Honduras, mais la chose se complique assez vite pour les hommes de Pierre-André Schürmann, car l’équipe adverse marque, via Romell Quioto, le premier but du match à la 13e minute. Marcelo Pereira marque le 2-1, sur une tête où il lobe le gardien algérien à la 33e minute. En deuxième mi-temps, le gardien algérien, Farid Chaâl, commet une erreur de contrôle où Anthony Lozano en profite pour mettre le 3-1. À la 85e minute, Baghdad Bounedjah réduit le score à 3-2, mais l’Algérie n'arrive pas à remonter le score en fin de match. Beaucoup de regrets pour les Algériens qui débutent mal la compétition. Contre l'Argentine, l'Algérie joue avec un jeu assez fluide, mais malgré cela, Ángel Correa, joueur de Atlético de Madrid, ouvre le score au début de la deuxième mi-temps à la 47e minute. Sofiane Bendebka égalise à la 67e minute, mais Jonathan Calleri offre la victoire à l'Albiceleste, trois minutes après l’égalisation. Au bout de deux matchs, l’Algérie est d'ores et déjà éliminée de la compétition. Contre le Portugal, les Verts sauvent l'honneur en arrachant un match nul. Les Portugais ouvrent le score via Gonçalo Paciência à la 25e minute, mais cinq minutes plus tard, Mohamed Benkablia égalise, le match se termine sur le score de 1-1. L’Algérie termine dernière du groupe avec 1 point.

## Résultats de l'équipe d'Algérie Olympique

### Palmarès
| Compétitions intercontinentales                | Compétitions continentales & régionales | Autre Compétitions |
| ---------------------------------------------- | --- | --- |
| - Jeux olympiques - Quart de finaliste en 1980 | - CAN U-23 : - Finaliste : 2015. - Jeux africains (1) - Vainqueur en 1978 - Quatrième en 1965 - Championnat d'Afrique du Nord des nations des moins de 23 ans (2) - Vainqueur en 2007 et 2010 - Finaliste en 2007 et 2011 | - Jeux méditerranéens (1) - Vainqueur en 1975 - Finaliste en 1993 - Troisième en 1979 - Jeux panarabes - Troisième en 1985 - Jeux de la solidarité islamique - Troisième en 2017 |